# Népou
Népou, jedino obalno pleme novokaledonske komune Poya. Rasno i jezično pripadaju u Melanezijce. Pleme živi od ribolova, lova na rakove i turizma. Poglavica plemena je Mr Naco Voudjo.